# لويس هورنر
لويس هورنر (بالإنجليزية: Lewis Horner)‏ هو لاعب كرة قدم بريطاني في مركز الوسط، ولد في 1 فبراير 1992 في نيوكاسل أبون تاين في المملكة المتحدة. لعب مع نادي إنفرنيس ونادي ستيرلينغشير الشرقية ونادي هيبرنيان.

## وصلات خارجية
- لويس هورنر على موقع قاعدة بيانات كرة القدم.إي يو (الإنجليزية)
- لويس هورنر على موقع Soccerway.com (الإنجليزية)